# Bezalel Academy of Art and Design
Bezalel Academy of Art and Design er Israels akademi for kunst og design. Det er beliggende i Mt. Scopus, og har desuden små campusser i Jerusalem og Tel Aviv.